# Idioma mor (Nueva Guinea)
El mor es una lengua casi extinta clasificada dentro de las lenguas trans-neoguineanas y que forma una rama independeinte en la clasificación de Malcolm Ross (2005).